# Fundacja Świętej Magdaleny w Braniewie
Fundacja św. Magdaleny (niem. Magdalenenstift zu Braunsberg) – fundacja o charakterze opiekuńczo-wychowawczym dla dziewcząt w Braniewie, wybudowana w latach 1906–1907 przez wspólnotę ewangelicką przy Teichstraße 37, działająca do roku 1945. Po wojnie fundacja ani jej obiekty w mieście nie zachowały się.

## Historia

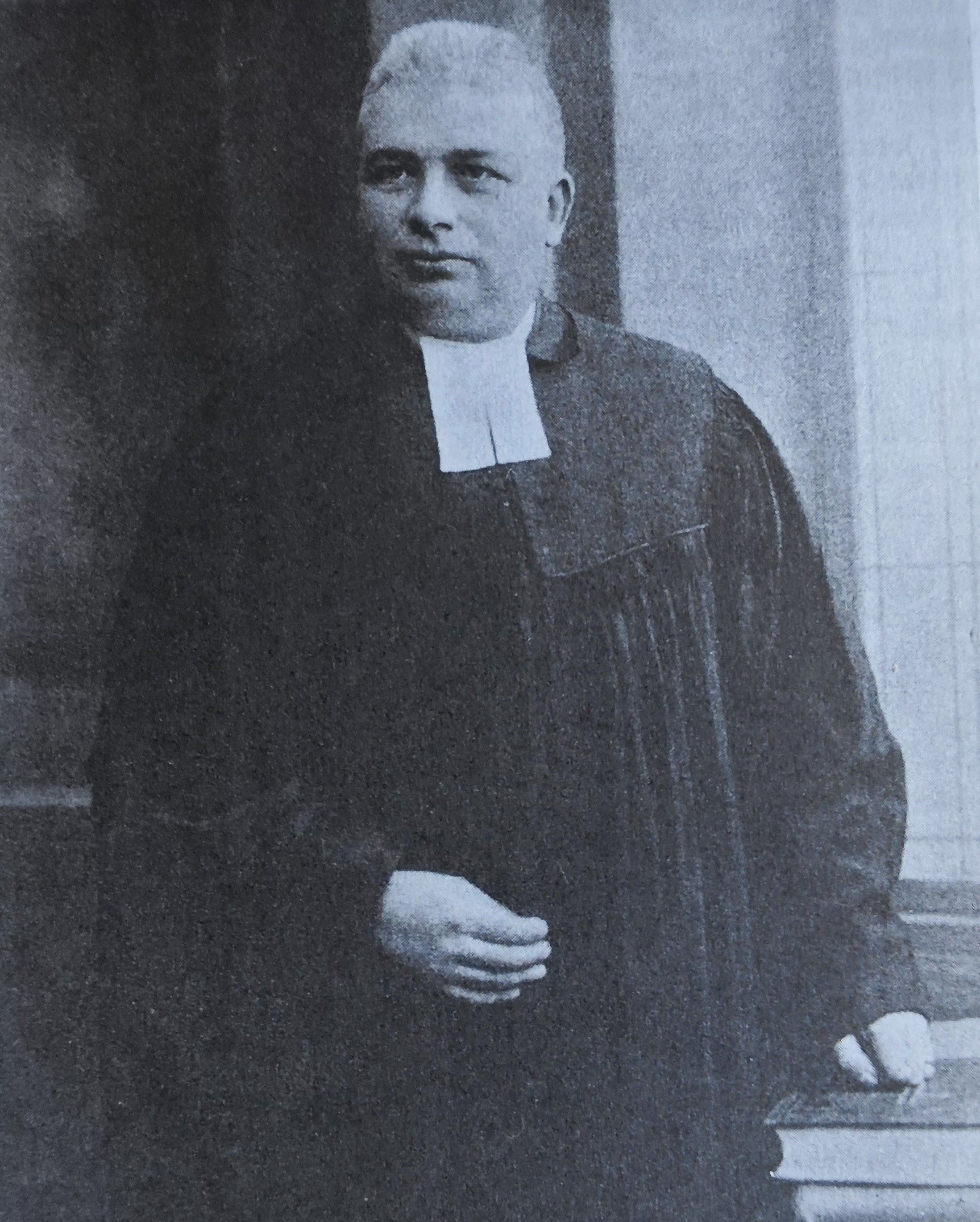
Pastor Fritz Schawaller, twórca fundacji

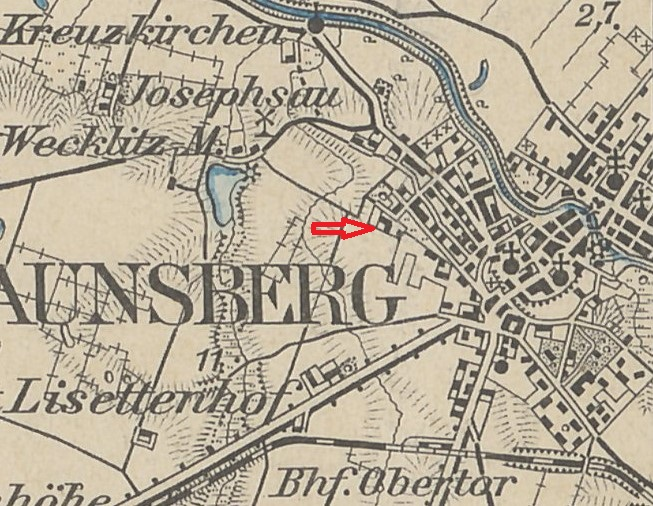
Fundacja na mapie z roku 1913

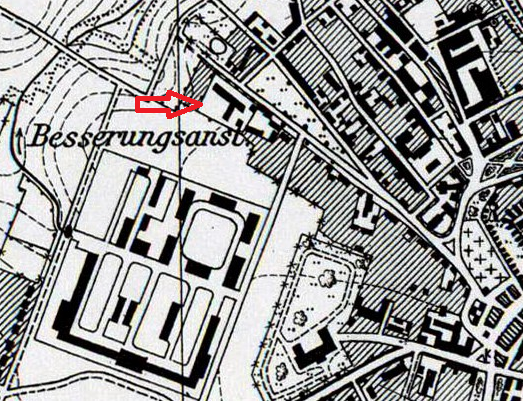
Jako „Besserungsanstalt” (zakład poprawczy), 1937

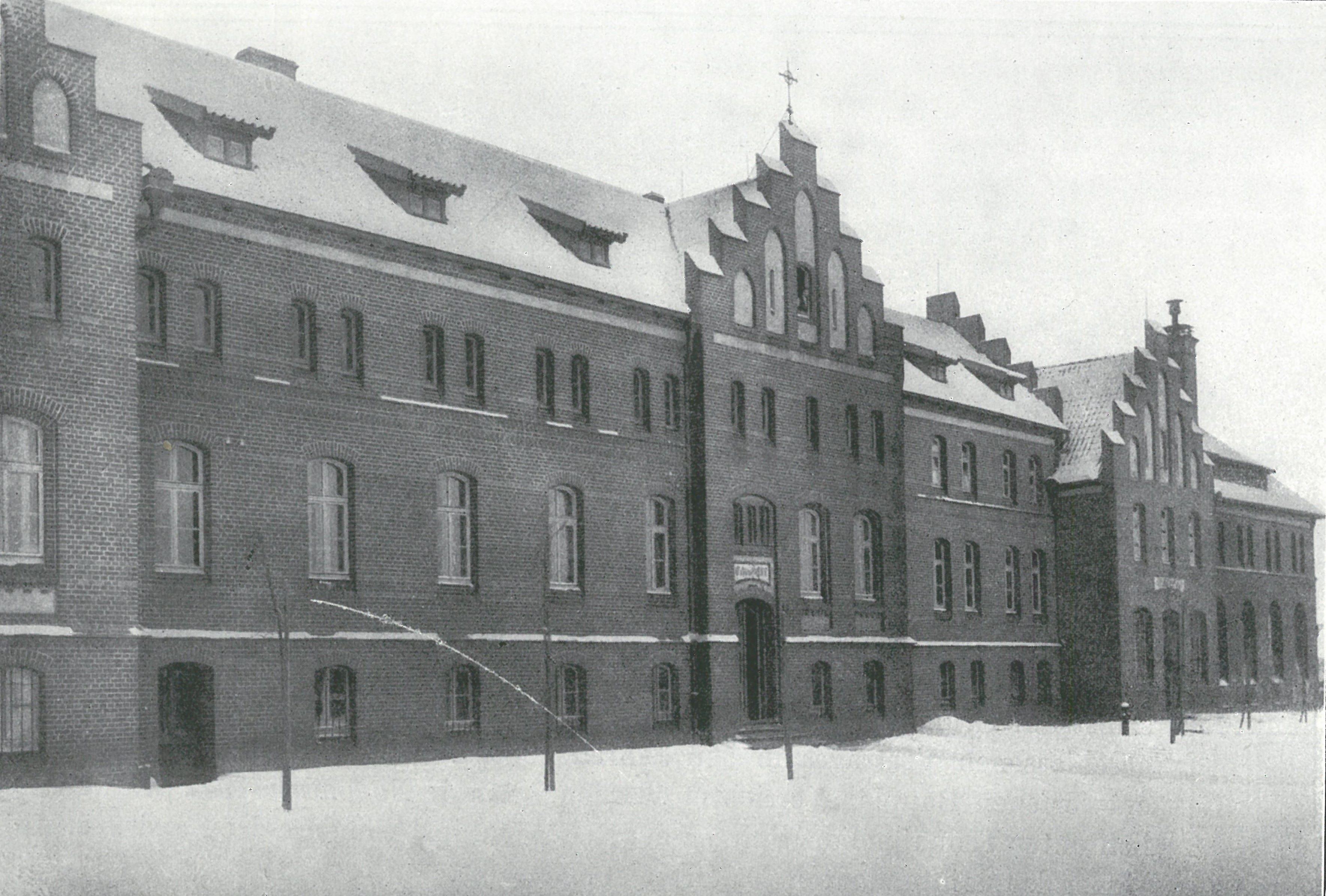
Budynek główny zimą

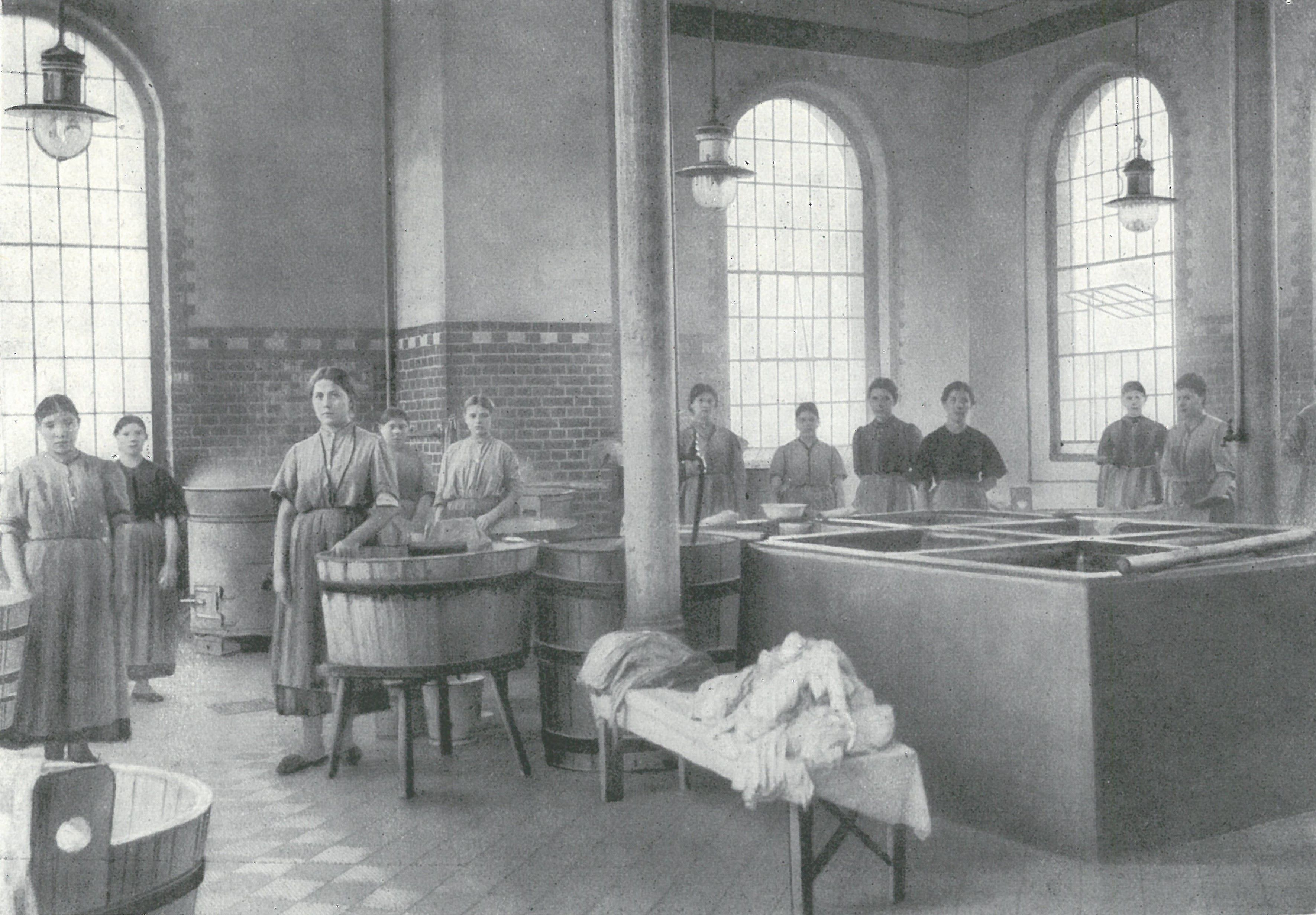
Pralnia

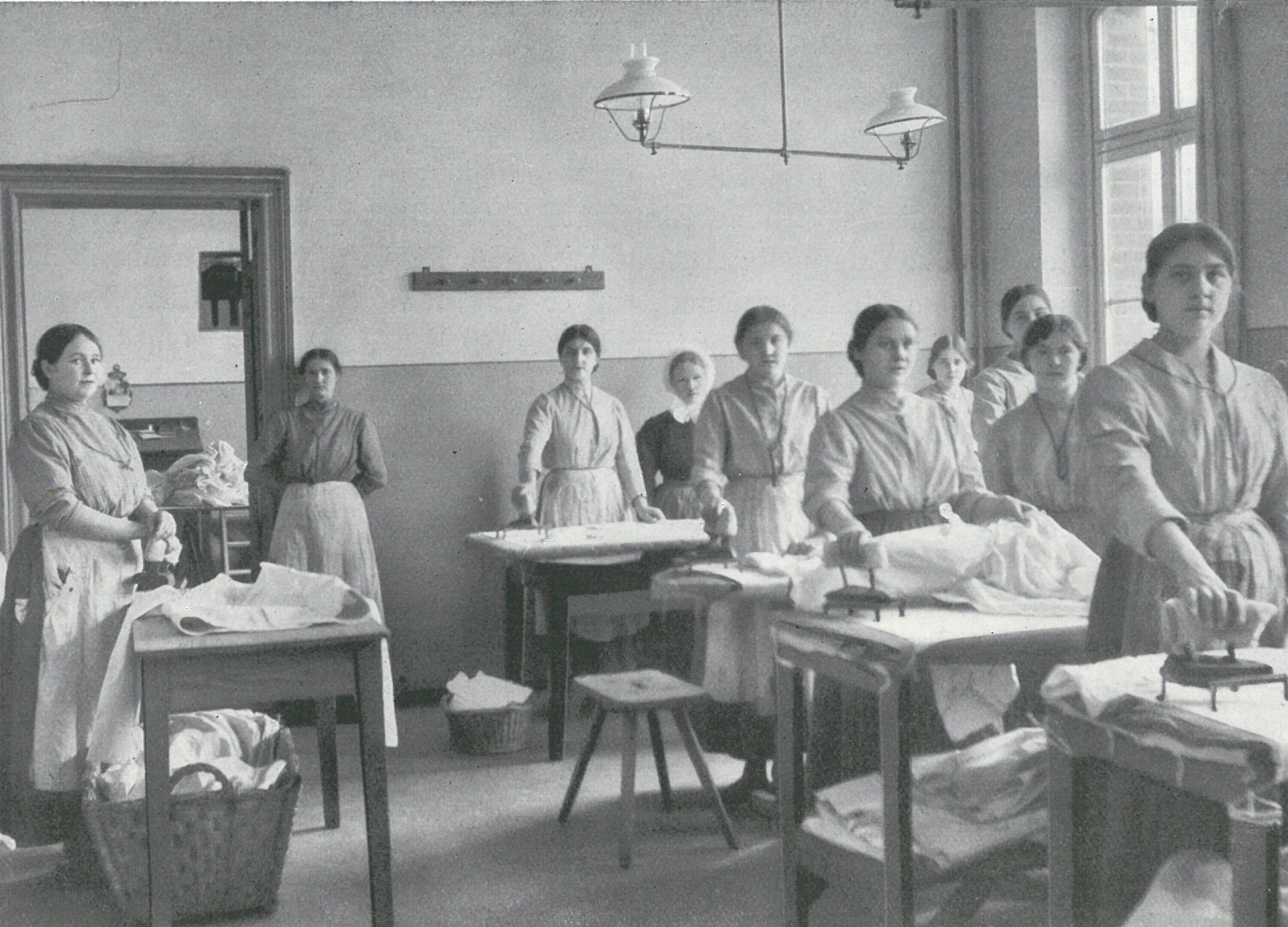
Prasowalnia

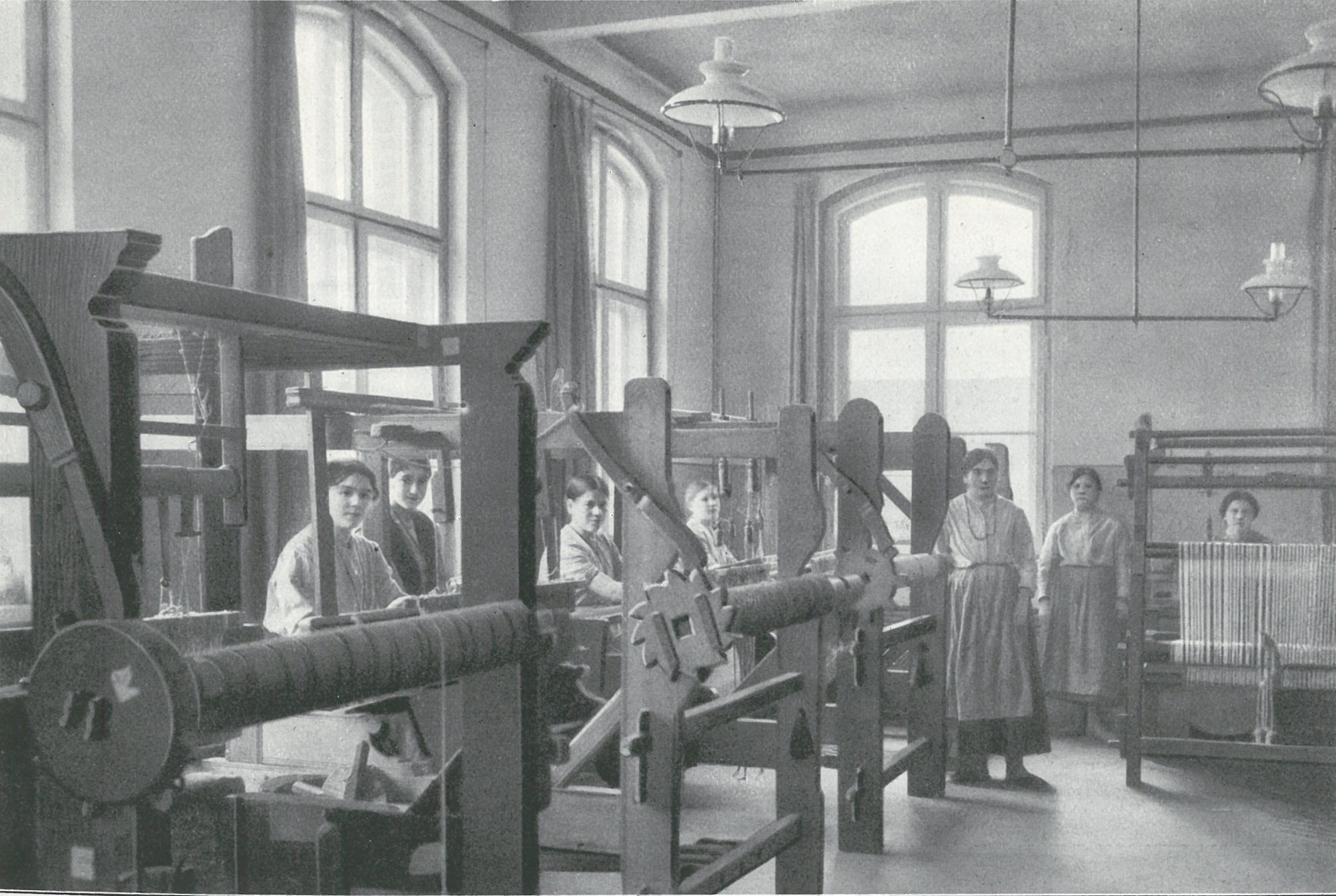
Zakład tkacki

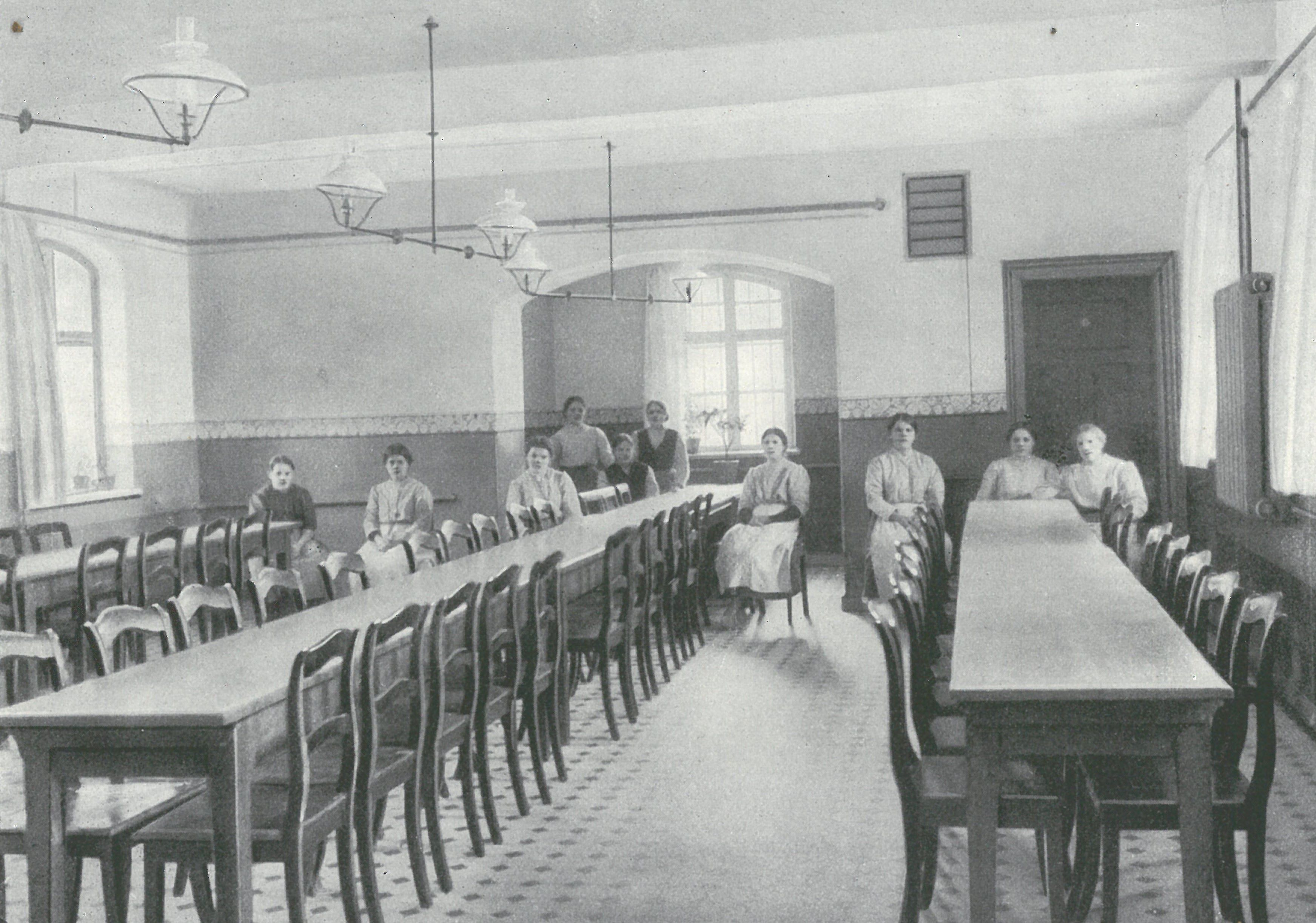
Jadalnia

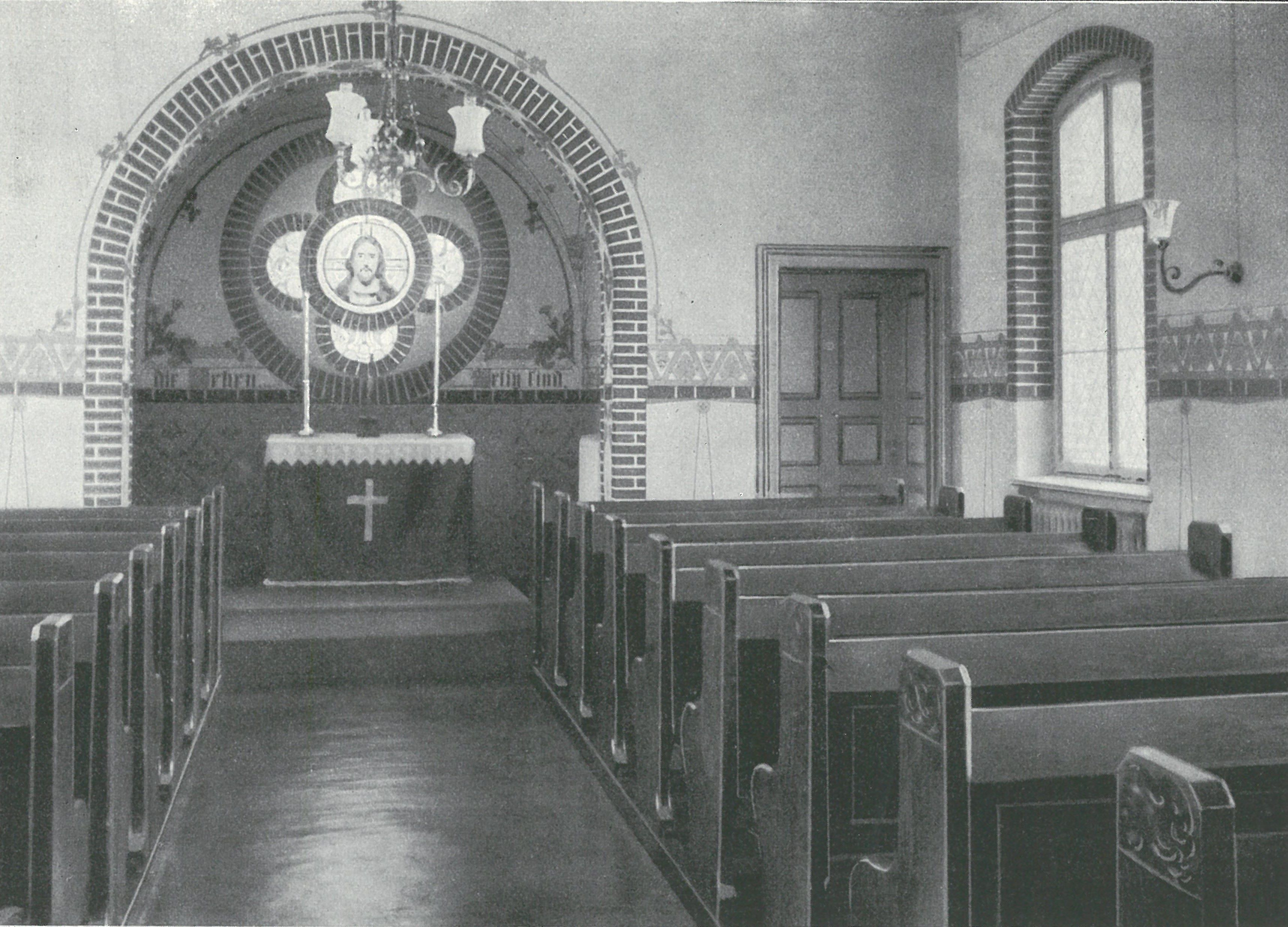
Kaplica

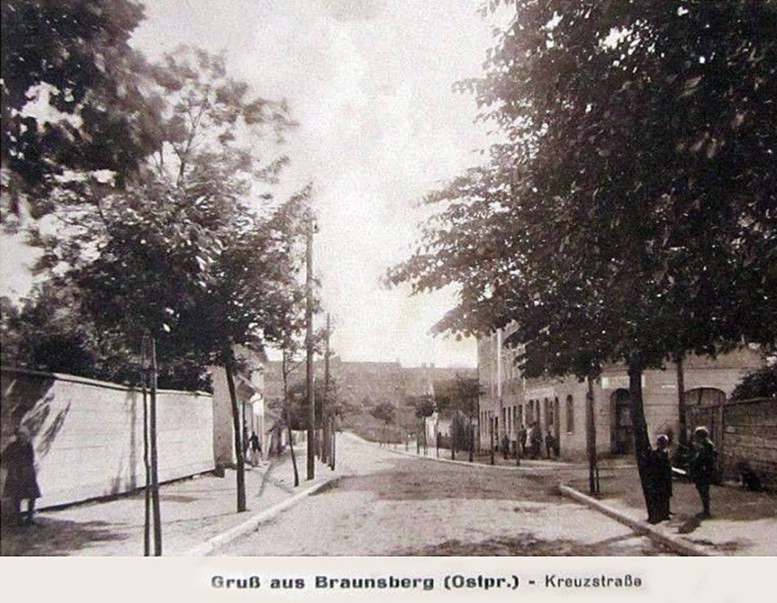
Ul. PCK w l. 30. XX w., na końcu ulicy znajduje się fundacja

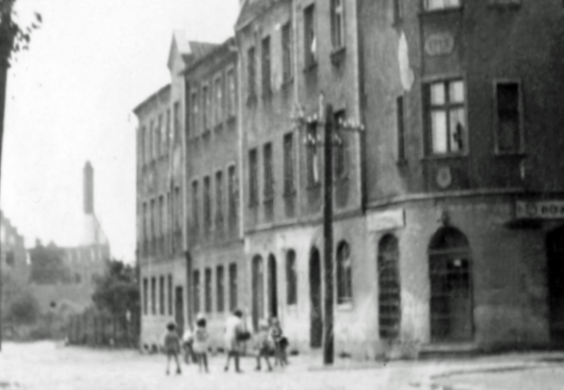
Po wojnie, po lewej widoczne ruiny fundacji

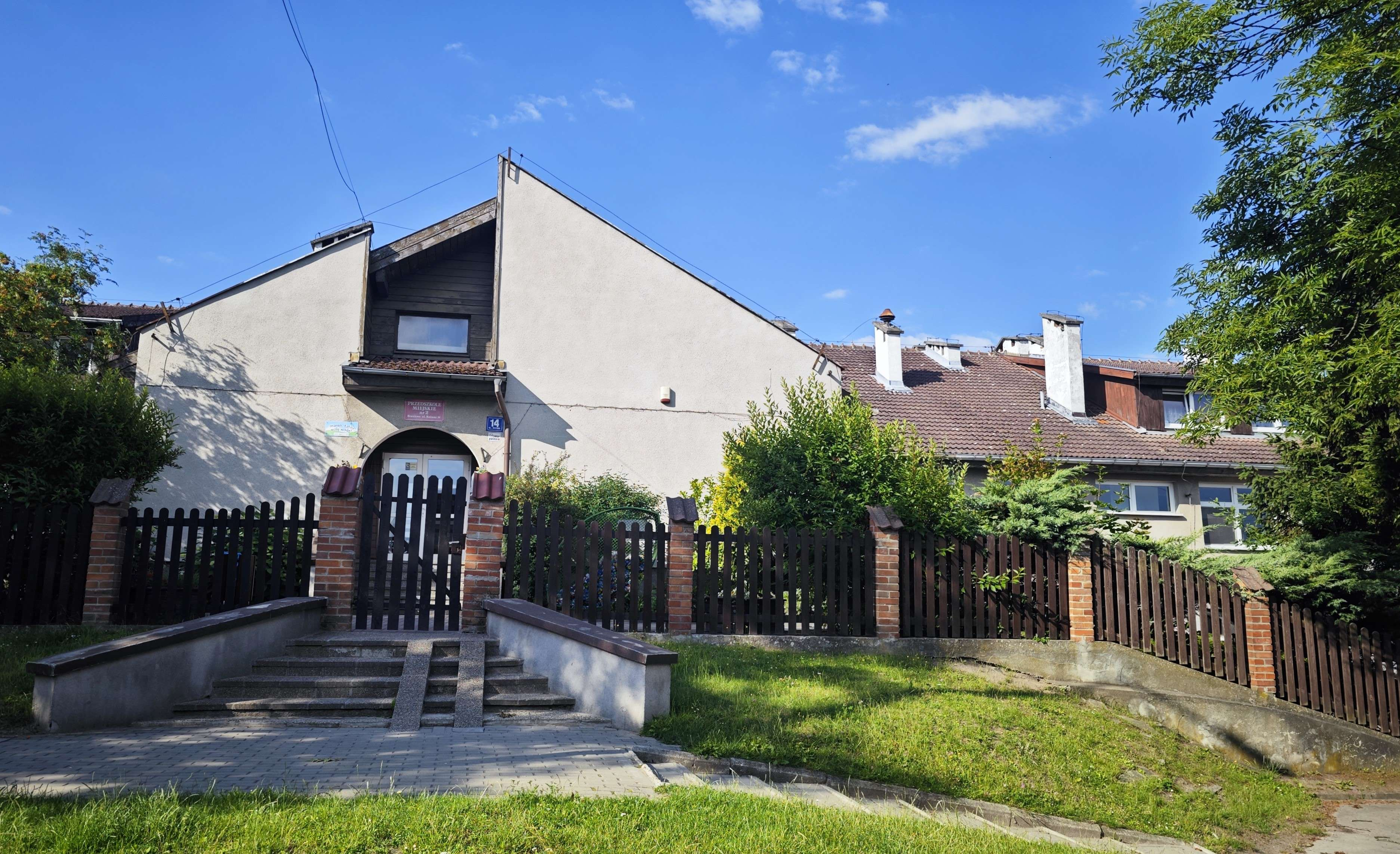
Współcześnie znajduje się w tym miejscu Przedszkole Miejskie nr 2

Inicjatorem utworzenia w Braniewie fundacji św. Magdaleny dla dziewcząt był ewangelicki pastor i superintendent Fritz Schawaller. Pierwszym krokiem pastora było nabycie w 1905 ziemi pod przyszłą inwestycję na obrzeżach miasta na osiedlu Koźlin (por. mapka z 1913). Lokalizacja ta była o tyle nietypowa, że wspólnota ewangelicka zamieszkiwała prawobrzeżną część Braniewa, tam posiadała kościół ewangelicki i tam do tej pory tam zakładała wszystkie instytucje dobroczynne.
Fundacja została założona dzięki porozumieniu zawartym pomiędzy parafią ewangelicką w Braniewie i Zarządem Prowincji Prusy Wschodnie (Provinzialverband Ostpreußen), otrzymała adres Teichstraße 37. Uroczyste otwarcie nowej fundacji nastąpiło w dniu 4 listopada 1907 roku. W uroczystości wzięły udział miejscowe elity, władze miasta i powiatu, duchowieństwo. Otwarcia dokonał protestancki superintendent generalny D. Braun. Koszt tej inwestycji wyniósł 265 000 marek niemieckich. Urząd miasta partycypował w kosztach w niewielkim procencie – dołożył 6000 marek, co równało się kosztom nabycia gruntów pod fundację. Pozostałą część kwoty stanowiła pożyczka udzielona przez kasę prowincjonalną wspólnoty protestanckiej. W umowie zawartej z zarządem prowincji uzgodniono, iż koszt spłaty kredytu oraz bieżącego utrzymania fundacji będzie należał nie do miejscowej parafii ewangelickiej, lecz pozostanie w gestii Związku Prowincjonalnego (np. w 1912 roku takie dofinansowanie fundacji wyniosło 378 marek).
W czasach Republiki Weimarskiej pensjonariuszki był kierowane do zakładu przez tzw. Jugendamty, czyli urzędy ds. młodzieży. Były to dziewczęta po różnych przejściach życiowych, między innymi takie, które przedwcześnie zostały matkami, bądź też za różne występki zostały wyrzucone z dotychczasowych szkół; określano je niekiedy jako upadłe moralnie (sittlich gefallen). Z reguły pobyt dziewcząt w fundacji trwał do ukończenia przez nie dziewiętnastego roku życia. Początkowo przewidziano ilość miejsc w fundacji na 63 podopieczne. Jednak przestrzeń mieszkalna pozwalała pomieścić znacznie więcej dziewcząt i często zdarzało się, że liczba ta dochodziła do 100. Zarządzanie fundacją należało do superintendenta parafii ewangelickiej w Braniewie i wydelegowanej siostry z Macierzystego Domu Diakonijnego w Królewcu. W domu pracowało więcej diakonis przysyłanych z Królewca (np. w 1912 było ich 7, w 1945 –11). Za posługę duchowną był odpowiedzialny pastor protestancki, któremu w tym celu przydzielony został opłacany przez prowincję kaznodzieja pomocniczy Karl Wilhelm Hildebrandt. Dziewczętom w ośrodku była zapewniona opieka lekarska, jak również opieka stomatologiczna w mieście.
W suterenie budynku głównego znajdowała się duża pralnia wraz z całym potrzebnym jej wyposażeniem. Dalej poziom sutereny mieścił kuchnię, spiżarnię, jadalnię, skład opału i pomieszczenia centralnego ogrzewania, które funkcjonowało już w roku 1912. Na poziomie pierwszym fundacji znajdowały się sale mieszkalne sióstr, pokój przyjęć, pomieszczenia do maglowania i prasowania. Również na pierwszym poziomie znajdowała się sala lekcyjna do dalszego kształcenia zawodowego podopiecznych, jak i prowadzenia lekcji religii. Za nią była urządzona i wyposażona kaplica (na zdjęciu). Na tym samym poziomie znajdowały się również trzy wieloosobowe pomieszczenia mieszkalne dla tych podopiecznych dziewcząt w zakładzie, które wskutek życiowych zawirowań miały już własne dzieci i tam miały stworzone warunki do opieki. Pozostałe dziewczęta spały na kolejnej kondygnacji w pojedynczych celach, których liczba wynosiła 63. Poddasze obiektu służyło zaś za suszarnię do prania, w przypadku, kiedy warunki pogodowe nie pozwalały jego suszyć na świeżym powietrzu.
Głównym, najbardziej czasochłonnym, ale też przynoszącym największe dochody zajęciem w fundacji było prowadzenie pralni. Pralnia, wyposażona w nowoczesny sprzęt, obsługiwała nie tylko mieszkańców Braniewa, lecz przywożono tu również duże kosze i skrzynie z praniem od firm ze Fromborka, Krynicy Morskiej, Tolkmicka, a nawet Elbląga. W czasie wojny pralnia musiała dodatkowo obsługiwać zlecenia jednostek wojskowych i szpitali polowych. Dochód z samej pralni już w roku 1912 wynosił 1500 marek.
Fundacja się szybko rozrastała. Łącznie w skład fundacji wchodziło wkrótce 7 obiektów – budynków mieszkalnych i obiektów gospodarczych, w których trzymano, m.in. krowy, konia, cielęta, świnie i drób. Dostawiono stodołę. Zakład posiadał 10 mórg ziemi, z czego 7 mórg stanowiło pole uprawne, a 3 morgi to był ogród. Do tego fundacja dzierżawiła jeszcze 5 kolejnych mórg pola uprawnego, a także 5 mórg łąk. Przy obiektach urządzono ogród owocowo-warzywno-kwiatowy.
Ponadto w nowo dobudowanym skrzydle fundacji został utworzony zakład tkacki. Siostry wykształcone w szkole tkackiej w Ełku (Webschule Lyck) szkoliły następnie dziewczęta w fundacji również do tego zawodu. Zakład tkacki szył między innymi ręczniki, narzuty, zasłony, fartuchy oraz wytwarzał tkaniny. Obok tkactwa zajmowano się też szyciem gotowych ubrań oraz haftowaniem. Wszystkie produkowane towary znajdowały bez trudu nabywców.

### Okres wojny i kres działalności
W 1944, gdy rozpoczęły się alarmy przeciwlotnicze, zakład wyznaczono na lazaret. Podczas ogłaszania alarmów musiano się podporządkowywać organom porządkowym. Do zakładu już przed zimą 1944/1945 zaczęli napływać uchodźcy z terenów ogarniętych wojenną pożogą. W suterenie urządzono prowizoryczny lazaret, gdzie kładziono chorych w ich zimowych ubraniach w oczekiwaniu na pomoc medyczną.
Kres funkcjonowania fundacji przyniósł front Armii Czerwonej, który dotarł do Braniewa w 1945 roku. W styczniu tego roku władze zakładu w pierwszej kolejności odesłały, dobrze zaopatrzone, wszystkie dziewczęta, które miały krewnych, u których mogły znaleźć schronienie. Następnie część dziewcząt skierowano do portu w Piławie, gdyż stamtąd odpływały jeszcze statki na Zachód.
W ostatnich dniach stycznia 1945 roku, kiedy droga lądowa ucieczki z Braniewa była już odcięta, w obliczu nadciągającego frontu Armii Czerwonej młode dziewczęta, których ze strony żołdaków nie mogło czekać nic innego prócz okrucieństw, opuściły wraz z personelem zakład i poprzez Frombork i zamarznięte wody Zalewu Wiślanego (zobacz: ucieczka przed Armią Czerwoną przez Zalew Wiślany) ewakuowały się do Gdańska, gdzie zastał je koniec wojny. W budynku wraz z diakonisami pozostała tylko dobrowolnie mała grupka dziewcząt-ochotniczek, które złożyły zaprzysiężenie do służby. Kilka z nich oddelegowano do opieki nad uciekinierami w Mamonowie, wkrótce dwie z nich zginęły podczas nalotu bombowego. Budynek fundacji nie opustoszał, szybko wolne miejsca wypełniali kolejni uciekinierzy. Część pomieszczeń zajęli chorzy i ranni, dla których brakowało miejsca w pozostałych szpitalach i lazaretach. W początku lutego obok budynku spadło kilka bomb, który wybuch zniszczył okna i drzwi, sam zakład miał jedno trafienie bezpośrednie. W budynku nie było już wody ani światła. Gdy w lutym Braniewo znalazło się pod bezpośrednim ostrzałem artyleryjskim „wyzwolicieli”, chorych zaczęto wywozić ciężarówkami z zakładu. 19 marca zezwolono wszystkim pozostałym siostrom i dziewczętom na opuszczenie ośrodka. Inwentarz żywy został przekazany żołnierzom Wehrmachtu. Nastąpiła całkowita ewakuacja ośrodka.
20 marca do miasta wkroczyła Armia Czerwona. W obiektach fundacji pozostało kilku uchodźców Polaków, którzy nie chcieli się ewakuować. Budynek główny nie był mocno zniszczony, lecz całkowicie splądrowany. Po zakończeniu działań wojennych kilka sióstr powróciło z Gdańska – gdzie zastał ich koniec wojny – z powrotem do Braniewa. Zastały całkowicie splądrowaną i ogołoconą fundację. Nie przeszkodziło im to jednak jeszcze przez ponad rok posługiwać wśród ludności miasta. Ponieważ siostry nie złożyły deklaracji przynależności do państwa polskiego, zakazano im posługiwać dalej w miejscowym szpitalu, w którym wykonywały początkowo wszelkie czynności. Wówczas siostry służyły pomocą i opieką w obozie przejściowym dla ludności niemieckiej utworzonym w budynkach pracowniczych stadniny koni przy ul. Moniuszki, do których polska milicja wysiedlała od lata 1945 Niemców z innych kwartałów Braniewa.
Z łącznej liczby 11 sióstr, które przed nadejściem frontu posługiwały w fundacji, w ciągu paru miesięcy 1945 roku, do zakończenia wojny w maju, 5 sióstr poniosło śmierć w różny sposób. 2 ostatnie diakonise opuściły Braniewo w listopadzie 1946 roku wraz z jednym z ostatnich transportów wysiedleńców.
Opuszczone obiekty fundacji św. Magdaleny po wojnie popadły w ruinę, w końcu zostały rozebrane na cegłę. Współcześnie nie ma po tej fundacji żadnego śladu. W 1986 na tym terenie rozpoczęto budowę Przedszkola Miejskiego nr 2. Na skutek kryzysu okresu transformacji ustrojowej oddano je do użytku dopiero w maju 1991, na pozostałym terenie powstały zaś domki jednorodzinne.